# Дюпіна Любов Іванівна
Любов Іванівна Дюпина (рос. Любовь Ивановна Дюпина, 28 травня 1955, Руський Кандиз, Оренбурзька область) — радянська біатлоністка, дворазова чемпіонка СРСР, майстер спорту СРСР з лижних гонок (1978) та біатлону (1983).

## Біографія
Спортом займалася в спортивному клубі імені Н. Ф. Гастелло (тренери Ф. М. Абдрахімов, П. К. Ямалєєв), у Башкирському обласному комітеті ДТСААФ в Уфі у тренера М. З. Мударісова.
На чемпіонаті СРСР 1982 року здобула перемогу у спринті. На наступному чемпіонаті країни, в 1983 році, виграла золото в індивідуальній гонці і срібло в естафеті. Крім того, ставала переможницею всесоюзоної першості ДТСААФ (1983).
У 1981—1984 роках входила в збірну команду СРСР. На першому чемпіонаті світу серед жінок, що проходив у 1984 році у французькому Шамоні, посіла 11-е місце в індивідуальній гонці і 18-е місце в спринті.
З 2002 року працює тренером в ГБОУ СШОР РБ з біатлону (Уфа). Має першу суддівську категорію. Бере участь у ветеранських змаганнях.
Нагороджена званням «Видатний спортсмен Республіки Башкортостан» (1993).